# Fraser Clarke Heston
Fraser Clarke Heston (nacido el 12 de febrero de 1955) es un director de cine estadounidense, productor de cine, guionista y actor. Es hijo de los actores Charlton Heston y Lydia Clarke, y tiene una hermana llamada Holly Ann Heston.
La filmografía de Heston incluye Alaska y la versión de 1990 de Isla del tesoro, en la que su padre interpreta a Long John Silver. Cuando era un bebé, hizo su debut cinematográfico como el bebé Moisés (su padre interpretó a Moisés adulto) en la épica de Cecil B. DeMille Los diez mandamientos.
Mientras escribía Wind River, una novela de aventuras románticas sobre tramperos del siglo XIX, Heston fue convencido por el productor Martin Shafer para convertir la historia en un guion cinematográfico. Al descubrir que la escritura de guiones le resultaba natural, el joven de 22 años escribió su primer guion, Hombres de las montañas, para Columbia Pictures, que se convirtió en la película.[cita requerida]

## Créditos

### Créditos como actor
- Los diez mandamientos (1956) - Moisés bebé
- La búsqueda de Michael Rockefeller (2010, documental) - Narrador

### Créditos como director
- Mother Lode (1982) (sin acreditar)
- Isla del tesoro (1990, película para televisión)
- El crucífero de la sangre (1991, película para televisión)
- City Slickers (1991, equipo de Pamplona, España, director de la 2.ª unidad)
- Needful Things (1993)
- Alaska (1996)
- La búsqueda de Michael Rockefeller (2010, documental)

### Créditos como productor
- Mother Lode (1982)
- Un hombre para la eternidad (1988, película para televisión)
- Isla del tesoro (1990, película para televisión)
- El crucífero de la sangre (1991, película para televisión)
- Charlton Heston presenta la Biblia (1997, documental en video, productor ejecutivo)
- Ben-Hur (2003, video, productor ejecutivo)
- La búsqueda de Michael Rockefeller (2010, documental)

### Créditos como guionista
- Hombres de las montañas (1980)
- Mother Lode (1982)
- Isla del tesoro (1990, película para televisión)
- El crucífero de la sangre (1991, película para televisión)
- La búsqueda de Michael Rockefeller (2010, documental)

## Vida personal
Fraser y su esposa Marilyn Heston están casados desde 1980. La pareja tiene un hijo llamado John Alexander Clarke (Jack) Heston (nacido en 1991).